# Cordierites guianensis
Cordierites guianensis är en svampart som beskrevs av Mont. 1840. Cordierites guianensis ingår i släktet Cordierites, ordningen disksvampar, klassen Leotiomycetes, divisionen sporsäcksvampar och riket svampar.   Inga underarter finns listade i Catalogue of Life.